# Opposition de gauche
« Opposition de gauche » est le nom donné à la tendance du Parti communiste de l'Union soviétique (PCUS), entre 1923 et 1927, dirigée par Léon Trotski, et d'anciens membres de l'Opposition ouvrière. Cette tendance se forma lors des luttes de pouvoir émergeant entre factions rivales au moment où Lénine, qui meurt en janvier 1924, était malade.
En décembre 1927, le « trotskisme » fut déclaré incompatible avec l'appartenance au PCUS (Parti communiste de l'Union soviétique) et les membres de l'Opposition de gauche exclus du Parti, signalant l'avènement de la mainmise complète de Staline sur les institutions du régime soviétique. Trotski fut banni d'URSS en février 1929, tandis que certaines figures de l'Opposition décidèrent de faire leur « autocritique » afin de rejoindre le giron du Parti unique bolchevique ; la plupart furent ensuite exécutés lors des Grandes Purges de la fin des années 1930. Trotski lui-même forma en 1930 au sein du Komintern l'Opposition internationale de gauche, devenue en 1933 la Ligue communiste internationale à la suite de l'exclusion du Komintern de ses adhérents, puis en 1938 la Quatrième Internationale, marquant la rupture définitive entre les trotskistes et le Komintern.

## Histoire
En octobre 1923, Trotski et ses soutiens signent la Déclaration des 46, lettre secrète adressée au Politburo qui souligne l'étendue de la crise économique et financière et dénonce la mainmise de la bureaucratie sur le Parti, accentuée par l'extension du procédé de nomination et les restrictions à la liberté d'expression : « Le débat libre au sein du parti a virtuellement disparu, l'opinion publique du parti a été étouffée (...). Au sein du parti, plus la lutte est menée silencieusement et secrètement, plus elle devient féroce ».
Ils s'opposent ainsi à une troïka formée du secrétaire général du Komintern Grigori Zinoviev, du secrétaire général du Parti communiste de l'Union soviétique Joseph Staline, et du secrétaire général du Politburo Lev Kamenev. La troïka était appuyée par le rédacteur en chef de la Pravda, Nicolas Boukharine, et le secrétaire du Sovnarkom (Premier ministre) Alexei Rykov, deux individus qui seront ensuite décriés comme Opposition de droite par Staline. L'Opposition de gauche fut rejointe par le groupe du centralisme démocratique (en).

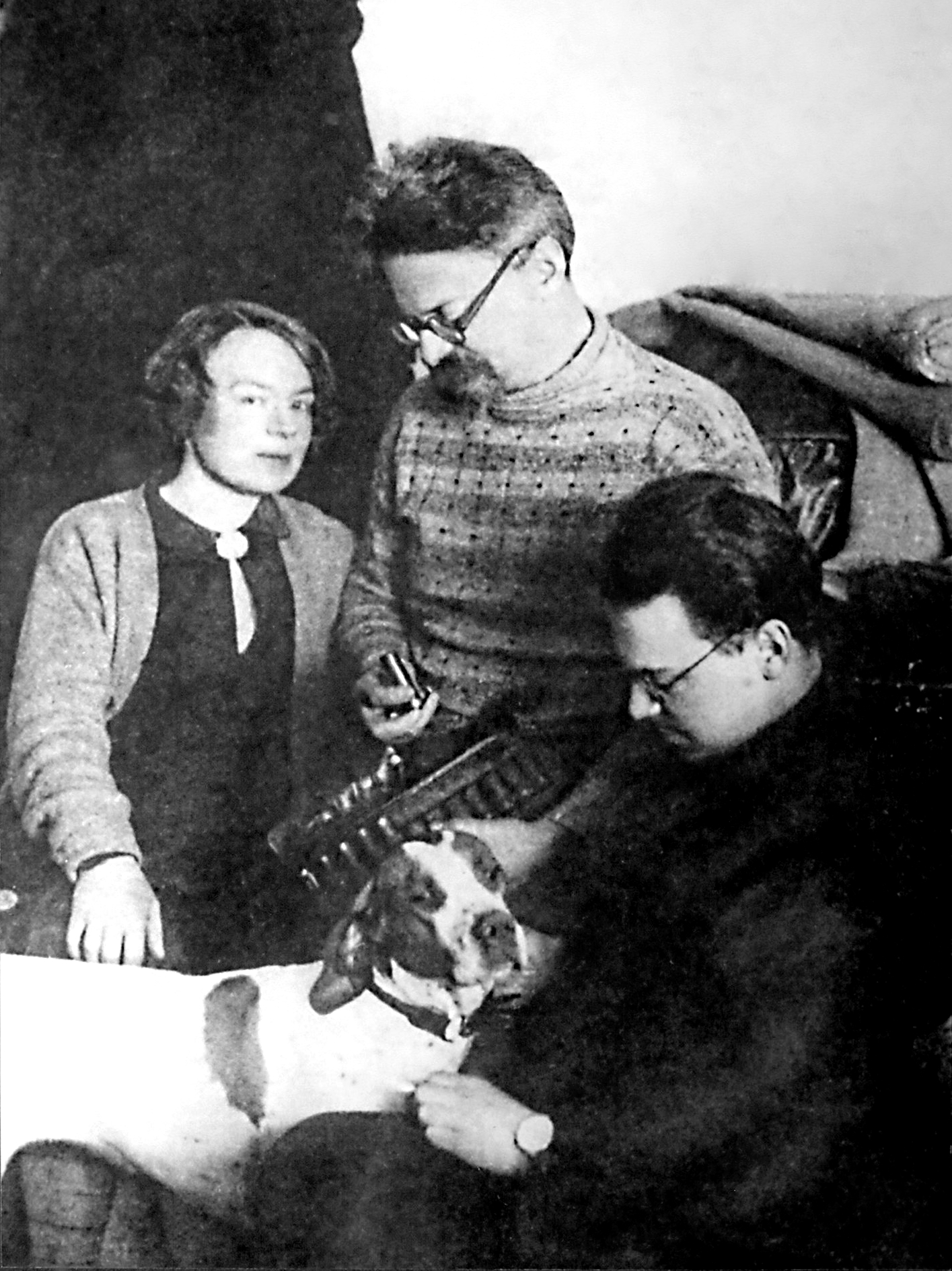
Trotski lors de son assignation à résidence à Alma-Ata en 1928.

La première confrontation, secrète, entre la troïka et l'Opposition de gauche eut lieu entre octobre 1923 et janvier 1924, devenant publique à partir de décembre 1924. Lors du XIIIe Congrès du Parti bolchevique (en) de janvier 1924, la troïka l'emporta, victoire réaffirmée au congrès de juin 1924. Staline s'allie avec Boukharine pour écarter ses adversaires « gauchistes », en défendant une vision « pragmatique » de modernisation à « pas de tortue ». Il s'oppose ainsi à la politique d'industrialisation urgente préconisée par l'aile gauche du parti. Par la suite Staline et Boukharine défendent l'idée de l'instauration du « socialisme dans un seul pays », véritable marche en arrière par rapport au programme de fondation de l'Internationale communiste.
Face aux démissions et aux compromis multiples de toute une frange de dirigeants du parti, le courant de Trotski se renforce et fait figure d'intransigeance, de garantie de continuité de la révolution. Il critique la bureaucratisation du PCUS favorisée par l'adhésion de nouveaux membres et la nomination aux postes importants par la hiérarchie du parti. En effet, sur le demi-million d'adhérents que compte le parti bolchevique en 1923, moins de 10 000 ont participé aux débats antérieurs à octobre 1917. Sa base sociale s'est considérablement modifiée depuis la révolution d'Octobre et il ne compte plus que 9,5 % d'ouvriers, ce qui amène l'Opposition de gauche à développer le slogan : « Quarante mille membres du parti manient le marteau, quatre cent mille le cartable ». Le « clan » de Staline est rapidement amené à utiliser cette nouvelle caste d'apparatchiks pour isoler la « vieille garde » bolchevique laminée par la guerre civile.
Malgré l'échec de l'insurrection spartakiste et de la république des conseils de Hongrie, menée par Bela Kun, ainsi que des autres grèves insurrectionnelles touchant l'Europe après la fin de la Première Guerre mondiale, Trotski prône la « révolution permanente et mondiale » et critique, dès 1923, la bureaucratisation du parti bolchevique, qui débuta, selon lui, lors de la période du communisme de guerre (1918-1921).
La seconde confrontation, dite « Débat littéraire », eut lieu entre octobre et décembre 1924, aboutissant à la démission ministérielle de Trotski le 6 janvier 1925. Trotski marginalisé, Kamenev et Zinoviev devinrent la nouvelle cible de Staline début 1925. Ils formèrent la Nouvelle Opposition, défaite par Staline lors du Congrès de décembre 1925 avec l'appui de Boukharine et Rykov. Les perdants s'allièrent alors avec l'Opposition de gauche pour former l'Opposition unifiée (en).
Dès cette époque, des militants se font exclure du Komintern pour leur opposition. Ainsi, Boris Souvarine est exclu en juillet 1924, puis, en mai 1926, une résolution du comité exécutif du Komintern exclut le groupe français Loriot-Paz-Dunois pour ses « déviations sociales-démocrates » et son « travail de désagrégation du parti ».
L'Opposition unifiée fut à son tour vaincue par Staline entre juillet et octobre 1926, avec l'expulsion de ses meneurs du Politburo. En octobre 1927, les derniers membres de l'Opposition furent exclus du comité central du Parti, et en novembre Trotski et Zinoviev furent exclus du parti. En décembre 1927, le XVe Congrès déclara l'Opposition de gauche et le « trotskisme » incompatibles avec les conceptions du Parti. Tous les disciples de Trotski furent alors exclus du parti.

Cette défaite trotskiste mena Zinoviev et Kamenev à faire leur « autocritique » devant Staline, menant à leur réintégration dans le parti en 1928. Ils ne regagnèrent cependant jamais leur influence passée, avant d'être ciblés lors des Grandes Purges des années 1930. Trotski fut quant à lui exilé en Asie centrale début 1928, avant d'être banni d'Union soviétique en février 1929. La rupture définitive est entamée, donnant naissance au courant trotskiste.

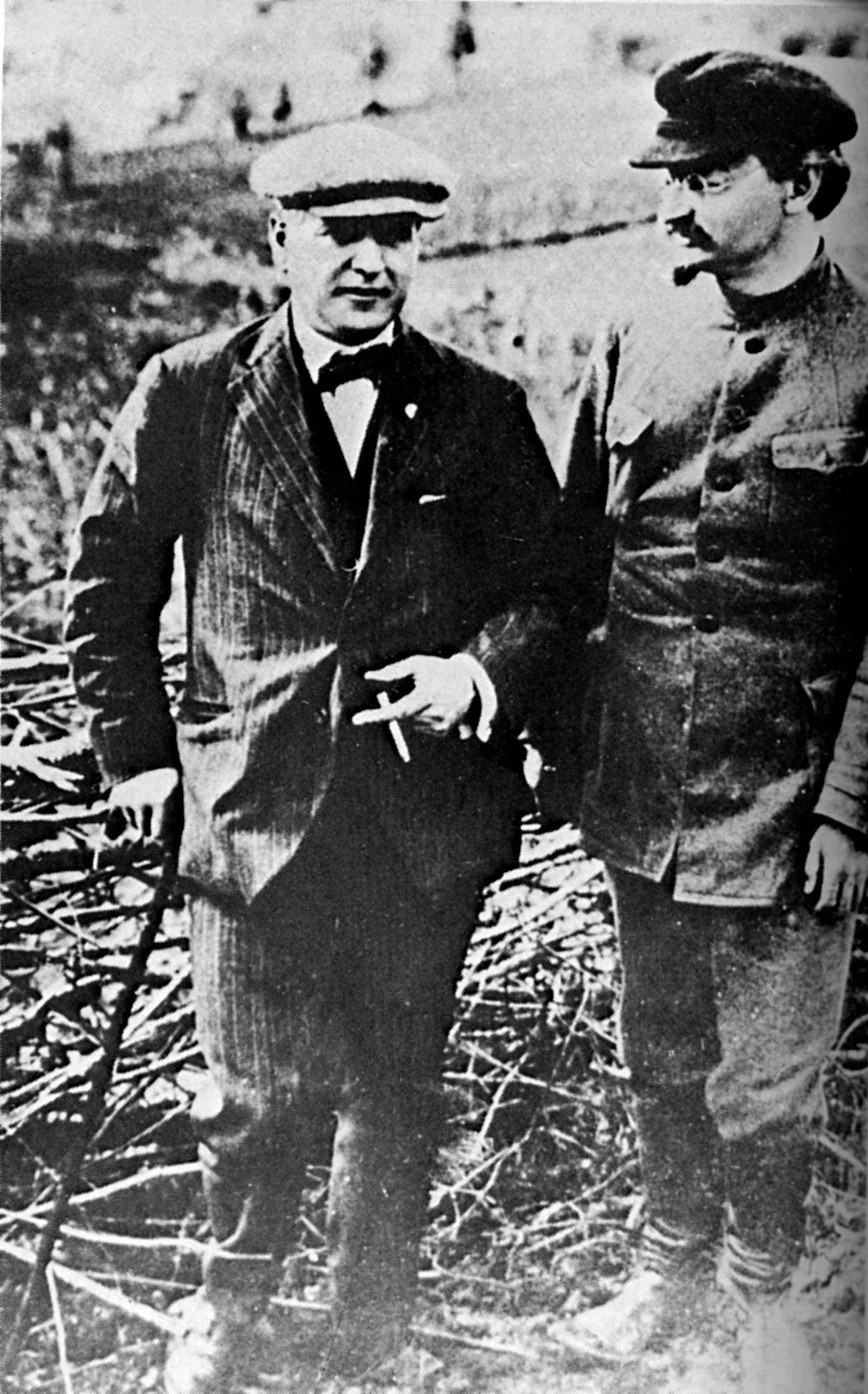
Christian Rakovsky et Léon Trotski.

À l'étranger, des groupes appuyant l'Opposition unifiée se formèrent. Ainsi, en France, l'Unité léniniste fut créée par des dissidents de la Section française de l'Internationale communiste (SFIC), dont Albert Treint, Henry Chazé ou Mark Chirik, fondateur du Parti communiste de Palestine. En Belgique, Léon Lesoil est exclu du PCB et crée une tendance trotskiste. C'est également en 1928 que les trotskistes américains (James P. Cannon, Max Shachtman, Martin Abern, etc.) créent la Ligue communiste d'Amérique.
Lorsque Staline amorça la collectivisation des terres en 1929, fermant la NEP – à laquelle l'Opposition de gauche était opposée depuis le début, celle-ci décida d'unir les candidats de l'opposition contre les candidats officiels du Parti lors des élections législatives soviétiques de 1929 (en). Cette tentative électorale échoua cependant. La plupart des membres importants de l'Opposition de Gauche firent alors leur autocritique entre 1929 et 1934, ce qui ne les empêcha pas d'être exécutés lors des Grandes Purges.
Trotski, de son côté, forma l'Opposition internationale de gauche en 1930, avec l'idée d'en faire une tendance d'opposition au sein du Komintern. Cela échoua, Staline faisant exclure tous les membres du Komintern prenant le parti de Trotski. En France, Alfred Rosmer organisa une faction secrète au sein de la SFIC, autour du journal La Vérité, appelée Ligue communiste. Trotski chargea celle-ci d'unifier les tendances rivales du trotskisme français, déchiré entre Pierre Naville d'un côté, Raymond Molinier et Pierre Frank de l'autre.
Tirant les conclusions de cet état de fait, Trotski décida alors de construire des organisations rivales, en dehors du Parti et du Komintern, en renommant en 1933 l'Opposition internationale de gauche la Ligue communiste internationale, ancêtre de la Quatrième Internationale fondée près de Paris en 1938. Avec les Grandes Purges et les premiers procès de Moscou en 1936, les trotskistes deviennent l'une des cibles prioritaires de la terreur stalinienne, en URSS comme à l'étranger. En France, le PCF dénonce l'« hitléro-trotskisme » tandis que les agents du NKVD, sur ordre de Staline, pourchassent les communistes anti-staliniens du POUM dès le début de la guerre d'Espagne, avant d'assassiner Trotski à Mexico en 1940.

## Personnalités de l'Opposition de Gauche

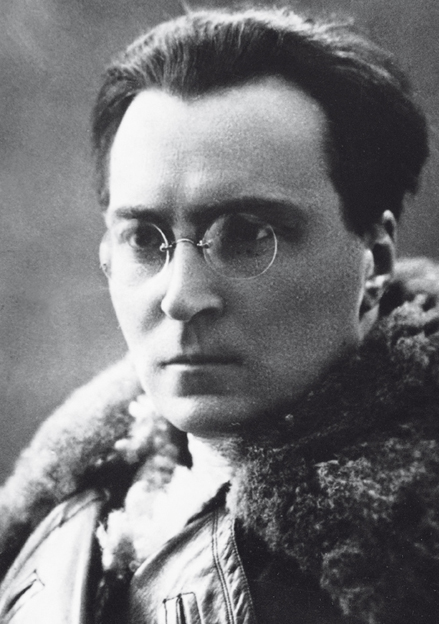
Victor Serge.

- Léon Trotski (1879-1940), Commissaire du Peuple aux Affaires étrangères, leader de l'Opposition de gauche exilé en 1928 puis banni en 1929.
- Alexandre Beloborodov (1891-1938).
- Mikhaïl Bogouslavski (1886-1937).
- Andreï Boubnov (1883-1940), signataire de la Déclaration des 46 en octobre 1923, il prend ensuite le parti de Staline, jusqu'à devenir chef du parti au sein de l'Armée rouge puis Commissaire du peuple à l’Éducation. Exclu du Comité central du Parti en novembre 1937, il fut arrêté et exécuté lors des Grandes Purges.
- Chen Duxiu (1879-1942), fondateur du Parti communiste chinois (PCC), il en fut exclu en 1927 et fonda alors l'Opposition chinoise de gauche.
- Yakov Drobnis (1890-1937).
- Grigori Evdokimov (1884-1936).
- Adolf Joffe (1883-1927), président de la Commission du Turkestan et diplomate, il se suicide en 1927. Son enterrement est l'occasion d'une manifestation publique de l'Opposition de gauche.
- Iosif Kosior (1893-1937).

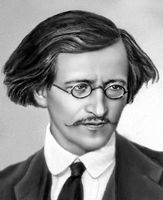
Vladimir Antonov-Ovseïenko, fusillé en 1939.

- Nikolaï Krestinsky (1883-1938), ambassadeur à Berlin, il se rallie à Staline en 1927 et devient Commissaire du peuple adjoint chargé des Affaires étrangères. Arrêté en mars 1937, il revient sur ses aveux lors du dernier Procès de Moscou avant de se dédire le lendemain et d'être exécuté.
- Sergueï Mratchkovski (1883-1936), accusé du Procès de Moscou.
- Nikolai Muralov (1877-1937), héros de la guerre civile russe, naguère vice-commissaire du peuple à l'Agriculture, exécuté après le Procès des 17 (Radek, etc.).
- Valerian Obolensky (aka N. Ossinsky) (1887-1938), l'un des meneurs du Groupe du centralisme démocratique (en).
- Georgy Oppokov (aka A. Lomov) (1888-1937).
- Evgueni Preobrajenski (1886-1937), théoricien économique de l'Opposition de gauche.
- Georgy Pyatakov (1890-1937).
- Karl Radek (1885-1939).
- Christian Rakovsky (1873-1941).
- Timofeï Sapronov (1887-1939?), l'un des meneurs du Groupe du centralisme démocratique (en).
- Victor Serge (1890-1947), exclu en 1928 du PCUS, condamné à la déportation puis banni en 1936, il deviendra proche de Trotski (écrivant sa biographie) sans toutefois rejoindre la IVe Internationale.
- Ivar Smilga (Ivar Tenissovitch Smilga) (1892-1937), secrétaire général du Comité régional des Soviets en Finlande en 1917, secrétaire du Tsentrobalt, le comité central de la flotte baltique de 1917 à 1918. Obtenant des responsabilités importantes au Gosplan, il se rallie à Staline, mais est exclu du comité central puis du Parti en 1929. Exilé à Khabarovsk, à l'est, il fut arrêté en 1937 et exécuté après les procès de Moscou.
- Ivan Nikitich Smirnov (1881-1936), exclu du Parti en 1927 puis exilé, il revient dans le camp stalinien en 1930, mais est arrêté à nouveau en 1933 et condamné aux travaux forcés, avant d'être d'exécuté.
- Vladimir Smirnov (1887-1937), l'un des meneurs du Groupe du centralisme démocratique (en).
- Lev Sosnovsky (1886-1937), journaliste.